# Rüdiger Vahldieck
Rüdiger Vahldieck (* 8. Juli 1951 in Heiligenhafen; † 21. März 2011 in Baar) war ein deutscher Elektroingenieur und Professor an der ETH Zürich.

## Leben
Rüdiger Vahldieck studierte Elektrotechnik mit Schwerpunkt Nachrichtentechnik an der Universität Bremen. Von 1980 bis 1983 war er wissenschaftlicher Mitarbeiter in der Mikrowellenabteilung der Universität der Universität Bremen, wo er sich mit dem computergestützten Entwurf von integrierten Schaltungen im Millimeterwellenbereich beschäftigte. Nach der Promotion 1983 in Bremen ging er als Postdoctoral Fellow an die Universität Ottawa. Dort entwickelte er in enger Zusammenarbeit mit der Industrie genaue und zuverlässige Designsoftware für integrierte Millimeterwellenschaltungen. Von 1986 bis 1996 war er an der University of Victoria mit dem Arbeitsgebiet Hochfrequenztechnik und integrierte Optik. Dort war er seit 1991 ordentlicher Professor. 1992/93 war er Gastwissenschaftler am Ferdinand-Braun-Institut für Hochfrequenztechnik, Berlin. 1996 nahm er die Stelle als Professor für Feldtheorie an der ETH Zürich an. Er leitete zunächst die Feldtheoriegruppe des Institutes für Feldtheorie und Höchstfrequenz und später das gesamte Institut. Von 2003 bis zu seinem Tod leitete er das umbenannte Institut für Elektromagnetische Felder und Mikrowellenelektronik (D-ITET).

## Forschung
Vahldieck rief verschiedene neue Aktivitäten mit starkem Praxisbezug ins Leben, wodurch er seine Forschergruppe erweitern und sowohl die internationale Anerkennung als auch Vernetzung wesentlich steigern konnte. Er schuf sich einen ausgezeichneten Ruf in den Bereichen Mikrowellentechnik, elektromagnetische Verträglichkeit und Mobilfunk. Neben seiner Forschertätigkeit organisierte er internationale Konferenzen, führte zahlreiche vom Schweizerischen Nationalfonds geförderte Forschungsprojekte durch und initiierte Zusammenarbeiten mit Universitäten und industriellen Partnern und. Vahldieck hat seine Arbeiten in über 150 Publikationen in internationalen Journalen und auf Konferenzen veröffentlicht.

## Mitgliedschaften und Auszeichnungen
- 1999 Fellow IEEE Science[1]
- 2004–2006 Editor-in-Chief of the IEEE Microwave and Wireless Components Letters[1]
- Mitglied des Review Board verschiedener internationaler Journale[2]
- Technical Program Committee des International Microwave Symposium[2]
- Executive Committee der Eight Biennal IEEE Conference on Electromagnetic Field Computation[2]